# Ducato di Baviera-Landshut
Il Ducato di Baviera-Landshut (in tedesco: Teilherzogtum Bayern-Landshut) fu uno stato del Sacro Romano Impero, esistito tra il 1353 e il 1503.

## Storia
La creazione del ducato fu conseguenza della morte dell'imperatore Ludovico il Bavaro, avvenuta l'11 ottobre 1347.

### La spartizione del 1353
Poiché il casato di Wittelsbach non applicava il principio della primogenitura salica alle proprie questioni ereditarie, gli eredi maschi del defunto imperatore si trovarono a dover dividere equamente i possedimenti dinastici (il ducato di Baviera e la contea delle Fiandre) in parti eguali. Con il trattato di Landsberg del 1349 e con quello di Ratisbona del 3 giugno 1353, i tre figli di Ludovico il Bavaro, Stefano II, Guglielmo I e Alberto I, si divisero in questa maniera la cospicua eredità paterna:
- a Stefano andò la Baviera-Landshut;
- a Guglielmo e Alberto, in coreggenza, andarono la Baviera-Straubing e le terre fiamminghe.

La Baviera-Landshut, dunque, si configurava come un Teilherzogtum facente legalmente parte del più grande Ducato di Baviera. Nel 1363, inoltre, il duca Stefano ottenne anche l'investitura a duca della Bassa Baviera, il cui titolo venne da quel momento associato a quello di duca di Baviera-Landshut.

### La spartizione del 1392
Alla morte di Stefano II (1375), tuttavia, si ripresentò il problema della successione: i tre figli maschi del defunto duca, Giovanni II, Stefano III e Federico, governarono congiuntamente il ducato ereditato dal padre fino al 1392, anno in cui i tre fratelli si accordarono per spartire la Baviera-Landshut (Terza spartizione della Baviera):
- a Federico fu lasciata la Baviera-Landshut propriamente detta;
- a Stefano III fu concessa la Baviera-Ingolstadt;
- a Giovanni II, invece, fu infeudata la Baviera-Monaco.

### Le acquisizioni del Quattrocento
Tra il 1420 e il 1422, il ducato partecipò alla guerra contro Ludovico VII di Baviera-Ingolstadt, e riguadagnando così, con l'armistizio di Ratisbona del 2 ottobre 1422, la città di Ebersberg.
Nel 1429, a causa dell'estinzione del ramo Wittelsabch di Baviera-Straubing, alla Baviera-Landshut furono aggregati alcuni feudi del soppresso ducato; il medesimo motivo fu alla base della completa annessione della Baviera-Ingolstadt (1447). A seguito di queste acquisizioni, il Teilherzogtum di Baviera-Landshut divenne la porzione più ricca della Baviera, anche in virtù del possesso delle miniere di Rattenberg e Kitzbühel e di una efficiente burocrazia.
La corte ducale risiedeva nel castello di Trausnitz a Landshut; la residenza secondaria, invece, si trovava presso il castello di Burghausen, presso l'omonima cittadina.

### La guerra di successione di Landshut
Il 1º dicembre 1503 morì l'ultimo duca, Giorgio il Ricco. Non avendo avuto eredi maschi, il ducato sarebbe dovuto passare al cugino Alberto IV di Baviera-Monaco: eredi di Giorgio, invece, furono designati la figlia Elisabetta e il di lei marito Roberto del Palatinato. Questo atto fu la causa dello scoppio della cosiddetta guerra di successione di Landshut. Il 30 luglio 1505, al termine del conflitto, un arbitrato dell'imperatore Massimiliano I, presentato alla dieta di Colonia, decretò la spartizione della Baviera-Landshut tra:
- l'arciducato d'Austria, che inglobò le città di Kufstein, Kitzbühel e Rattenberg;
- la Libera città imperiale di Norimberga, che ottenne la giurisdizione sui villaggi di Lauf, Hersbruck e Altdorf;
- il ducato del Palatinato-Neuburg, creato appositamente per i giovanissimi nipoti del duca Giorgio il Ricco, e composto principalmente da piccoli feudi senza continuità territoriale di quella che era stata la parte settentrionale del vecchio ducato;
- il Teilherzogtum di Baviera-Monaco, che si annetté la gran parte della scomparsa Baviera-Landshut e ne ereditò il titolo.

## Duchi di Baviera-Landshut
| Immagine | Nome        | Data di nascita  | Duca dal        | Duca fino al     | Data di morte    | Note |
| -------- | ----------- | ---------------- | --------------- | ---------------- | ---------------- | --- |
|          | Stefano II  | 1319             | 3 giugno 1353   | 13 maggio 1375   | 13 maggio 1375   | Secondogenito di Ludovico il Bavaro. |
|          | Federico    | 1339             | 13 maggio 1375  | 4 dicembre 1393  | 4 dicembre 1393  | Secondogenito del precedente. Governò il ducato insieme ai fratelli Stefano III e Giovanni II; dopo la spartizione del 1392 governò da solo.                                                  |
|          | Enrico IV   | 1386             | 4 dicembre 1393 | 30 luglio 1450   | 30 luglio 1450   | Primogenito del precedente. Nel 1447 ereditò il titolo di duca di Baviera-Ingolstadt. Detto il Ricco.                                                                                         |
|          | Ludovico IX | 23 febbraio 1417 | 30 luglio 1450  | 18 gennaio 1479  | 18 gennaio 1479  | Terzogenito del precedente. Detto il Ricco. |
|          | Giorgio     | 15 agosto 1455   | 18 gennaio 1479 | 1º dicembre 1503 | 1º dicembre 1503 | Secondogenito del precedente. Alla conclusione della guerra di successione di Landshut, nel 1505, Alberto IV di Baviera-Monaco ereditò il titolo di duca di Baviera-Landshut. Detto il Ricco. |